# Rebellion the Recaller
Rebellion the Recaller (auch Rebellion Da Recaller oder Rebellion, eigentlich Bafoday Drammeh oder Bafode Dramé; * 1979 in Paris, Frankreich) ist ein gambischer Reggaesänger.

## Leben
Rebellion the Recaller wurde als Sohn westafrikanischer Einwanderer in Frankreich geboren. Ab seinem elften Lebensjahr lebte er in Gambia. Dort war er Mitglied der Band The Inspired Ones, bevor er seine Solokarriere startete. 1997 veröffentlichte er den Titel One For One, der in seiner Heimat ein großer Erfolg wurde. Sein erstes Album erschien 1999 als Kassette und trug den Titel Departing From These Days. Bei den Gambian Rap Awards 1999 wurde er als bester Solo-Künstler des Landes ausgezeichnet.
2003 kam Rebellion the Recaller nach Deutschland. 2004 erschien mit We must Rebel seine erste Single in Deutschland. Der Titel war bereits in Gambia auf Departing From These Days veröffentlicht worden. Ein von Bobby Digital koproduziertes Album folgte 2008. Darüber hinaus wirkte Rebellion the Recaller auch als Gastsänger an Platten von D-Flame, Dodo, Phenomden, Mono & Nikitaman und Gentleman mit. Heute lebt er in Berlin. Er ist gläubiger Muslim.

## Diskografie
- 1997: One for One (Single)
- 1999: Departing From These Days (Album)
- 2004: We Must Rebel (Single)
- 2008: Grow With Me (Single)
- 2008: Movin On (Album)
- 2012: In This Time (Album)